# Raimundo Ulisses de Albuquerque Penaforte
Raimundo Ulisses de Albuquerque Penaforte (Jardim (Ceará), 25 de novembro de 1855 - Belém (Pará), 25 de Abril de 1921), foi um religioso, poeta, ensaísta, romancista, cronista, contista, sociólogo, filólogo, jornalista e filósofo brasileiro.

## Biografia
De notável cultura humanística, intelectual, estudioso e defensor das causas abolicionistas e indígenas, o Cônego Ulisses Pennafort era romancista, cronista, poeta, sociólogo, filólogo, indianista, orador sacro, e jornalista, sendo considerado, àquela altura, um dos religiosos mais cultos do clero brasileiro.
Entre as diversas obras que o Cônego Ulisses Pennafort escreveu está “A Filosofia Positiva”, publicada originalmente no Jornal “Boas Novas”, com textos contra Augusto Conmte e Littré. As cidades de Abaetetuba, Bragança, e Vigia foram alguns dos Municípios por onde o Cônego passou, com seu perfil educador, e renovador, tanto que, ainda Vigário de Cintra (28/5/1897), fez campanha para que o antigo nome indígena “Maracanã" fosse o nome da cidade.

## Homenagens
- O estado do Ceará tem um Município com o nome dele, Penaforte,[12]
- O seu município de nascimento, Jardim, tem uma escola batizada de Pennafort,
- Patrono da cadeira N.° 32 da Academia Cearense de Letras,
- Patrono da cadeira Número 35, da Academia de Letras do Brasil – Seccional Bragança.